# Finn Renna
Finn Renna (20 dicembre 1964) è un ex calciatore norvegese, di ruolo centrocampista.

## Carriera

### Club
Renna vestì le maglie di Mjøndalen e Molde. Per quest'ultimo club, esordì il 20 giugno 1987, sostituendo Jan Berg nel successo per 0-2 sul campo dello HamKam.